# Ulla Antonsson
Ulla Antonsson, född 2 juli 1953 i Gränna, död 27 juni 2022 i Göteborg, var en svensk arkitekt känd för sitt arbete med renoveringar och ombyggnader av historiskt betydelsefulla byggnader i Göteborg. Hon tog sin arkitektexamen från Chalmers tekniska högskola 1981 och började arbeta på White Arkitekter 1979, där hon blev delägare 1990. Bland hennes mest noterade projekt finns om- och tillbyggnaden av Göteborgs Konserthus och restaureringen av Hagabadet.
Antonsson var adjungerad professor vid Chalmers tekniska högskola från 2002 till 2011, där hon fokuserade på form och teknik inom arkitektur. Hon mottog Chalmersmedaljen 2022 för sina insatser för högskolan och arkitekturen.
Antonsson avled den 27 juni 2022.